# Eucereon fuscatum
Eucereon fuscatum är en fjärilsart som beskrevs av Rothschild. Eucereon fuscatum ingår i släktet Eucereon och familjen björnspinnare. Inga underarter finns listade i Catalogue of Life.